# تیکاس
تیکاس (انگلیسی: Thecus) شرکت سخت‌افزار تایوانی است، که در سال ۲۰۰۴ تأسیس شد.